# 火鲁
火鲁（?—?），又作火雷、豁雷罕、大鲁罕，孛儿只斤氏，蒙古帝国公主。她是成吉思汗长子朮赤之女。
火鲁的哥哥拔都把她嫁给斡亦剌部首领忽都合别乞之子亦纳勒赤（哈答）为妻。有子兀勒都，兀勒都的儿子尼克台、阿忽帖木儿在肃王宽彻军中为将。另有说法认为她是嫁给忽都合别乞另一子脱劣勒赤。火雷公主在丙申年（1236年），分撥延安府五戶絲九千七百九十六戶。